# Поема екстазу
«Поема екстазу» (рос. Поэма экстаза) — симфонічна поема Олександра Скрябіна, написана в 1907 році й включена ним до ор. 54. За неї Скрябіну в 1908 році в 11-й раз була присуджена глінкінська премія.

## Виконання
Вперше поема була виконана в Нью-Йорку 27 листопада 1908 року під управлінням Модеста Альтушера. У Росії «Поему екстазу» вперше виконано 19 січня 1909 року в Санкт-Петербурзі Придворним оркестром, (диригент — Гуґо Варлі). Ще 1906 року Скрябін видав віршований текст поеми, але навмисно не надрукував його в партитурі як програмі, оскільки надавав більшого значення самій музиці. Про віршований текст поеми він писав:

| Диригентам, які захочуть поставити Поему екстазу, завжди можна повідомити, що такий є, взагалі ж я хотів би, щоб відносилися спочатку до чистої музики.Оригінальний текст (рос.) Дирижёрам, которые захотят поставить Поэму экстаза, всегда можно сообщить, что таковой имеется, вообще же я хотел бы, чтобы относились сначала к чистой музыке. |

## Характеристика
Поема екстазу за формою є одночастинною симфонією і витримана в традиційній сонатній схемі, що трактується композитором досить вільно. Поема має більше десяти музичних тем, кожна з яких носить певне смислове значення.
Поема екстазу є новим щаблем симфонізму Скрябіна. На відміну від симфоній, що передували цьому твору, в Поемі екстазу немає драматично-трагедійних образів, натомість автор більше зосереджений на вираженні щиросердечних переживань.